# 北海道信用漁業協同組合連合会
北海道信用漁業協同組合連合会（ほっかいどうしんようぎょぎょうきょうどうくみあいれんごうかい）は、北海道札幌市中央区に本店を置く、北海道内の漁業協同組合の信用事業を統括する道域漁協系金融機関であり、道内漁業協同組合を会員とする。通称は「北海道信漁連」または「JFマリンバンク北海道」。統一金融機関コードは9450。主に法人顧客を中心としており、個人取引は殆どない。

## 沿革
- 1949年 - 設立。

## 店舗所在地
- 本店： 北海道札幌市中央区北3条西7丁目1 北海道水産ビル
- 小樽支店： 北海道小樽市港町4-3
- 函館支店： 北海道函館市豊川町11-9
- 釧路支店： 北海道釧路市南大通1-3-7
- 根室支店： 北海道根室市海岸町1-2
- 北見支店： 北海道紋別市港町6-2-12
- 稚内支店： 北海道稚内市中央4-18-1
- その他、道内の各漁業協同組合でも、信用事業を実施している所がある。